# Distrito 26 de Julio
El Distrito Urbano Número 2 26 de Julio es uno de los seis Distritos en los que se divide la ciudad de Santiago de Cuba. Es más conocido como el Centro de la Ciudad y abarca el Centro Urbano Sierra Maestra y el Centro Histórico (el área que ella ocupaba hasta 1898) el cual fue declarado Monumento nacional en 1978, que incluye a los barrios Los Hoyos, Tivolí y Barracones.

## Detalles
Aquí se encuentra el área fundacional y gran parte del atractivo histórico de la ciudad con sitios como el Parque Céspedes con la Catedral, el Ayuntamiento, la calle Enramadas, Plaza de Marte, el Paseo Marítimo y muchos más. 
Fue fundado como distrito el 16 de noviembre de 1988 y debe su nombre a las acciones del 26 de julio de 1953 en el Cuartel Moncada (Declarado Monumento Nacional en 1978), ubicado en este distrito, y que dieron inicio a la Revolución cubana.

## Centro Histórico de Santiago de Cuba

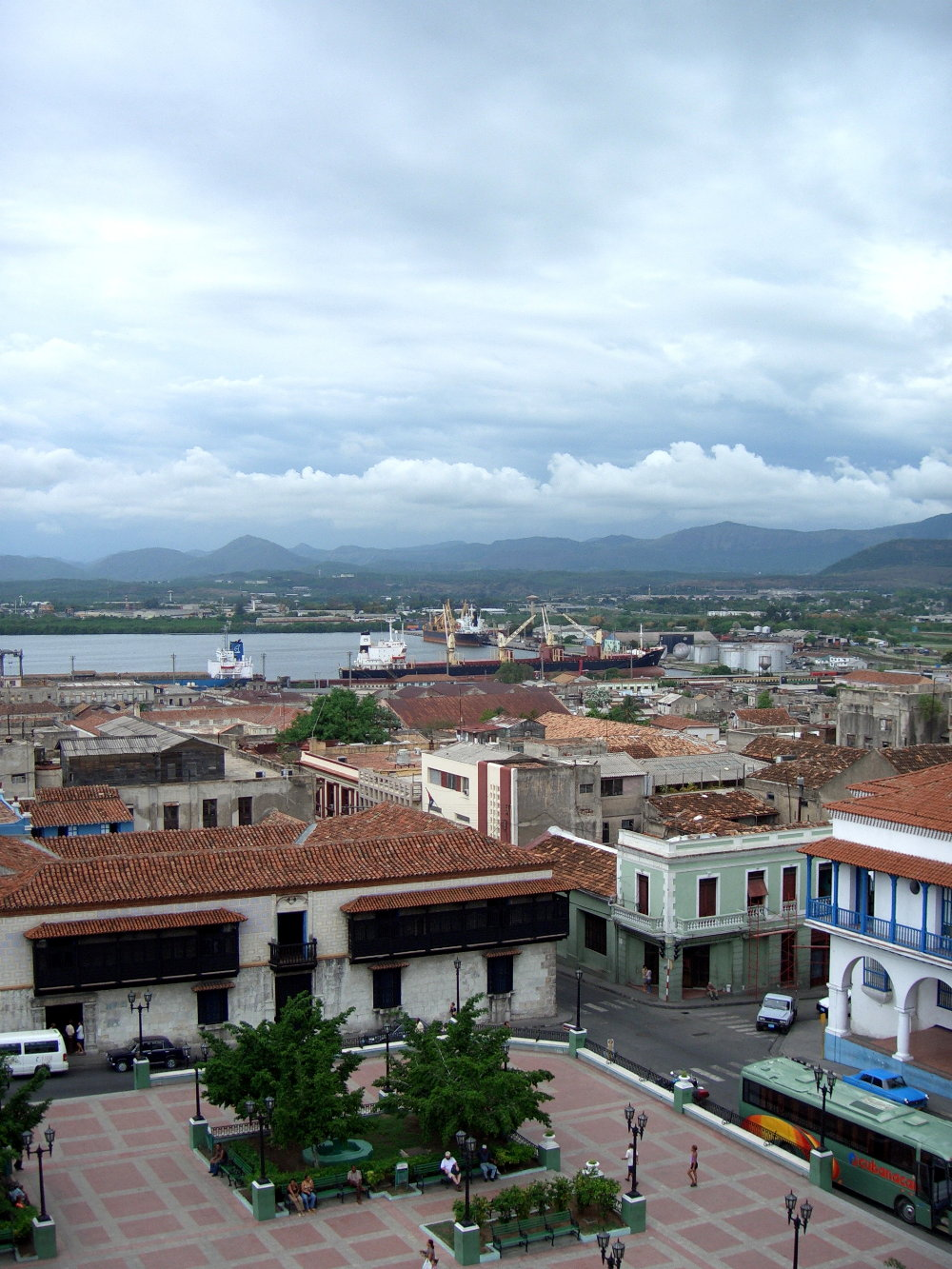

También conocido como Casco Histórico, es el área urbana desarrollada a partir del sector fundacional que abarca el crecimiento de la ciudad desde su fundación en 1515 hasta 1898. Su imagen puede resumirse en una ciudad caribeña, marinera, forjada en los avatares sísmicos. Tiene una superficie de 3.11km2, cuyo foco de expansión fue la Plaza de Armas (hoy Parque Céspedes) y creció en forma de anillos concéntricos, los cuales, en su adaptación topográfica, generaron una red de calles, callejuelas, callejones y escalinatas que ondulan como ejes serpenteantes y condicionan en las zonas altas miradores naturales hacia el puerto y el paisaje que rodea la ciudad. El trazado resultó un damero con irregularidades y puntos de discontinuidad vial, que hacen interesante y atractivo el recorrido peatonal. Atesora significativos exponentes de la tradición arquitectónica de la ciudad de los siglos XVI al XIX, con fuerte raíz morisca, recibió también la influencia de sus componentes decorativos de los códigos estilísticos del barroco y del neoclásico, asumidos en un lenguaje vernáculo que le otorgan singularidad. Se integran además edificios públicos y residenciales del siglo XX que, con diferentes estilos (ecléctico, art-decó, neocolonial y racionalista), compactaron la trama preexistente. Abarca los barrios de El Tivolí, Los Hoyos y Barracones, además de una extensa área urbana denominada el Centro.  Fue declarado Monumento nacional por Resolución 3/1978.

## Sitios relevantes
- Parque Céspedes
- Ayuntamiento de Santiago de Cuba (declarado Monumento nacional en 2002)
- Catedral basílica de Nuestra Señora de la Asunción  (declarada Monumento nacional en 1958)
- Museo de Ambiente Histórico Cubano (Casa de Diego Velázquez)
- Hotel Casagranda
- Hotel Imperial
- Corredor Patrimonial de las Enramadas
- Plaza de Marte
- Paseo Marítimo-Alameda de Michaelsen
- Palacio Provincial (declarado Monumento nacional en 2002)
- Museo Provincial Emilio Bacardí (declarado Monumento nacional en 1999)
- Casa Natal de José María Heredia (declarada Monumento nacional en 1979)
- Antiguo Seminario San Basilio Magno-Colegio La Salle (declarado Monumento nacional en 2003)
- Loma del Intendente (declarada Monumento nacional en 1979)
- Barrio El Tivolí
- Casa Natal de Antonio Maceo  (declarado Monumento nacional en 1978)
- Casa Museo de Frank País  (declarado Monumento nacional en 1978)
- Escuela Normal para Maestros  (declarado Monumento nacional en 1977)
- Antiguo Vivac  (declarado Monumento nacional en 1999)
- Parque-Museo-Biblioteca Abel Santamaría  (declarado Monumento nacional en 1998)
- Cuartel Moncada  (declarado Monumento nacional en 1978)
- Palacio de Justicia  (declarado Monumento nacional en 1998)
- Iglesia Santo Tomás apóstol
- Museo de Historia Natural Tomás Romay
- Estación Ferroviaria de Santiago de Cuba-Terminal Interprovincial de Ómnibus
- Fábrica de Ron
- Seminario San Basilio Magno (sede actual)
- Puerto de Santiago de Cuba
- Balcón de Velázquez
- Maqueta de la Ciudad
- Heladería La Arboleda

## Religión
Templos católicos:
- Santa Basílica Metropolitana Iglesia Catedral de Nuestra Señora de la Asunción de Santiago de Cuba y Primada de Cuba (Santo Tomás entre Heredia y San Basilio)
- Santuario Diocesano de la Virgen Mambisa y Pregrina de la Caridad-Iglesia Parroquial Santo Tomás apóstol (Santo Tomás entre Trinidad y Habana)
- Iglesia Parroquial Santísma Trinidad (Trinidad entre Moncada y Calvario)
- Iglesia Santa Lucía, sede de la Parroquia Nuestra Señora de los Dolores (Santa Lucía esquina a Carnicería)
- Iglesia Nuestra Señora de los Desamparados (San Fernando entre Calle Virgen y Calle Iglesia)
- Santuario Dioceano de la Virgen del Carmen (Santo Tomás esquina a Callejón del Carmen)
- Iglesia San Francisco (San Francisco esquina a Corona)
- Iglesia Santísmo Cristo de la Salud (Gallo esquina a San Antonio)
- Capilla Santa Ana del Arzobispado (San Jerónimo entre Barnada y Paraíso)

Templos evangélicos:
- Primera Iglesia Bautista (Carnicería entre Enramadas y Aguilera)
- Iglesia Metodista San Juan (San Pedro esquina a San Basilio)
- Iglesia Pentecostal Asamblea de Dios El Calvario (Paseo Martí esquina a Prolongación de Carnicería)

Otros:
- Sinagoga judía Chiita (Corona entre Habana y Maceo)

## Estadísticas (2020)[2]
| CONCEPTO                                                          | Total Extensión superficial (km2) | Cayos Adyacentes Extensión superficial (km2) | Área de tierra Firme Extensión superficial (km2) | Población Residente (U) | Densidad de población (hab/km2) |
| Distrito Urbano #2 26 de Julio (Centro de la Ciudad)              | 3,11                              | -                                            | 3,11                                             | 51 773                  | 16 647,3                        |
| Guillermón Moncada (Pegado al Ferrocarril, Barracones, El Tivolí) | 1,42                              | -                                            | 1,42                                             | 17 977                  | 12 659,9                        |
| Los Maceo (la mitad del centro pegada a Martí)                    | 0,72                              | -                                            | 0,72                                             | 18 788                  | 26 094,4                        |
| José María Heredia (La mitad del centro pegado a Trocha)          | 0,97                              | -                                            | 0,97                                             | 15 008                  | 15 472,2                        |